# Паромная переправа Ванино — Холмск
Паромная переправа Ванино — Холмск — морская железнодорожная грузопассажирская паромная переправа в Татарском проливе между посёлком городского типа Ванино (Хабаровский край) и городом Холмск (Сахалинская область). Расстояние — 260 км. Связывает остров Сахалин с материковой частью России круглогодичным транспортным сообщением.

## История
В 1950—53 гг. велись работы по строительству Сахалинского тоннеля. После смерти Сталина эти работы были свёрнуты. Но идея строительства железнодорожной переправы через пролив не была забыта. В апреле 1962 г. в городе Южно-Сахалинске проходило региональное совещание по развитию производительных сил Дальнего Востока, где снова был поднят вопрос о её создании. 3 сентября 1964 г. было принято постановление ЦК КПСС и Совета министров СССР «О мерах по ускорению развития производительных сил Сахалинской области», предусматривавшее, в частности, строительство морской железнодорожной переправы Ванино — Холмск.
Паромная переправа Ванино — Холмск стала общесоюзной стройкой. Для её запуска так или иначе потрудились коллективы 70 предприятий и организаций из 5 союзных и 4 автономных республик Советского Союза. Координацию и руководство стройкой осуществлял начальник Сахалинского пароходства Г. Ф. Колесников, за что был удостоен Государственной премии СССР.
Для обустройства порта Холмск был построен причал длиной 252 м, отвоёвано у моря 15 га земли. Для моряков и железнодорожников было возведено около 10 тыс. м² нового жилья. В общей сложности строительство комплекса береговых и гидрологических сооружений в порту Холмск велось 4 года.
12 апреля 1973 г. паром-ледокол «Сахалин-1», придя своим ходом с Балтики под командованием капитана В. С. Былкова, отшвартовался у причала Холмского порта. 27 июня 1973 г. паромная переправа Ванино — Холмск была торжественно открыта. На церемонии открытия в порту Ванино присутствовали министр морского флота СССР Т. Б. Гуженко, первый секретарь Хабаровского крайкома КПСС А. К. Чёрный и первый секретарь Сахалинского обкома партии П. А. Леонов. Аналогичный митинг, посвящённый пуску в эксплуатацию морской железнодорожной переправы, соединившей берега Татарского пролива, состоялся 28 июня 1973 г. в Холмском порту.
С вводом в действие этой паромной переправы начался качественно новый этап развития транспортно-экономических связей Сахалинской области и всего Дальневосточного региона. На проектную мощность переправа вышла в конце 1976 г. с приходом пятого парома «Сахалин-5». Переправа полностью себя окупила за пять лет, в течение которых было перевезено около 6 млн тонн грузов и свыше 300 тыс. пассажиров. При проектировании переправы была избрана технология бесперегрузочной доставки грузовых вагонов, что имело большое значение для повышения эффективности переправы.
Создание переправы привело к необходимости строительства в Холмском районе крупной базы материально-технического снабжения в поселке Садовники близ Холмска и ряда других новых промышленных объектов, вызвав, таким образом, мультипликативный эффект для развития транспорта и экономики прилегающих регионов. В самые напряжённые для переправы 1970-е и 1980-е годы на линии одновременно работали до 8 паромов.
Общий кризис экономики 90-х годов сказался и на паромной переправе — в то время она работала нестабильно. Задерживались грузы из-за неплатежей за осуществляемые перевозки. Паромы иногда по несколько суток не выходили из портов. Страдали от этого прежде всего пассажиры, вынужденные ожидать загрузки паромов грузами и взаиморасчётов фирм.

## Современное состояние
Перевозки на линии Ванино — Холмск осуществляются специализированными паромными судами, спроектированными и построенными специально для работы на данной линии. Всего в СССР было построено 10 судов серии «Сахалин» (проект 1809) — на Калининградском судостроительном заводе «Янтарь». Первые пять уже не существуют (утилизированы), «Сахалин-6» был продан Правительству Москвы для работы в Керченском проливе и позднее также утилизирован.
В настоящее время (на начало 2010-х гг.) паромный флот, принадлежащий ОАО «Сахалинское морское пароходство» (SASCO), состоит из трёх однотипных дизель-электроходов: «Сахалин-8», «Сахалин-9» и «Сахалин-10». Каждый из них рассчитан на перевозку 26 железнодорожных вагонов либо 37 большегрузных автомобилей за один рейс. Кроме того, каждый паром (кроме парома «Сахалин-10», оборудованного для перевозки опасных грузов) берёт на борт до 211 пассажиров (на летних рейсах). Пассажирские перевозки осуществляются паромами «Сахалин-8» и «Сахалин-9». Обычное время движения парома по линии — 11—12 часов, зимой и при плохой погоде — 16—18 часов, изредка до 21 часа.
Паромы перевозят непосредственно те железнодорожные вагоны, в которых груз следовал по сети российских железных дорог. Эта технология, исключающая физическую перевалку грузов в портах, даёт возможность сократить время и объем грузовых операций портов, уменьшить сроки перевозок, увеличить сохранность грузов. Поскольку сахалинская железнодорожная колея (1067 мм) ранее отличалась от общероссийской, тележки вагонов менялись в порту Холмска. В настоящее время на острове железнодорожная колея перешита на общероссийский размер и в смене тележек необходимость отпала.
В то же время, следует отметить, что в отличие от некоторых зарубежных железнодорожных переправ, перевозка пассажирских вагонов на сахалинской переправе не предусмотрена — пассажиры перевозятся в пассажирских каютах парома.
С конца 90-х годов, с открытием автомобильного сообщения из Ванино с городами Хабаровск и Комсомольск-на-Амуре SASCO осуществляет перевозки на данной линии не только железнодорожных вагонов, но и автотранспорта, в первую очередь большегрузных автомобилей со скоропортящимися и другими потребительскими грузами.
Паромная переправа Ванино — Холмск и сегодня продолжает оставаться важнейшей транспортной артерией между Сахалином и материковой частью России. Её пропускная способность составляет 3,3 млн тонн грузов в год. В 2009 году по ней было перевезено 1,4 млн тонн грузов. Переправа круглогодично обеспечивает доставку необходимых грузов для Сахалинской области и пассажиров. В обратном направлении, с острова на материк, доставляется продукция рыбной, целлюлозно-бумажной промышленности и др. Посредством паромной переправы осуществляется ввоз на материк внешнеторговых грузов, доставленных морскими торговыми судами из стран Юго-Восточной Азии и др. в сахалинские порты Корсаков и Холмск.
В связи со старением паромных судов (самый молодой паром «Сахалин-10» — 1992 г. постройки, остальные ещё старше) и приближением сроков их списания Сахалинским морским пароходством выполнено ТЭО модернизации паромного комплекса, включающее строительство паромов второго поколения вместимостью до 38 вагонов в двухъярусном варианте.
Твёрдого расписания у паромов на линии нет, они отправляются «по заполнению», время отхода и подхода судов варьируется в зависимости от наличия груза и погодных условий. Переправа считается прежде всего грузовой и работает по принципу «нет груза (то есть вагонов, машин) — паром не идёт», независимо от наличия пассажиров. В последние годы, как правило, ежедневно из каждого порта линии (Холмска и Ванино) осуществляется в среднем не менее двух рейсов, в связи с чем расписание движения паромов объявляется перевозчиком на ближайшие 2—3 дня.